# Charles Birette
Pour les articles homonymes, voir Birette.
Charles Birette, né le 19 août 1878 à Montfarville et mort le 18 juin 1941 à Dinan, est un écrivain français d'origine normande, auteur entre autres de À l'Entoure de la Gremillie et de Dialecte et Légendes du Val de Saire.

## Biographie
Charles Birette est né au village de La Bouillonière (lieu dit de Montfarville), dans une famille de cultivateurs relativement aisée. Il avait un frère et quatre sœurs, dont deux furent religieuses, l'une  supérieure des établissements de Lambaréné au Gabon, l'autre qui vécut au Vatican.
Charles fit ses études secondaires au collège de Valognes, puis entra au noviciat des Eudistes à Plancoët. Ordonné prêtre à Coutances en 1903, il fut envoyé pour plusieurs années au Canada (son adresse en 1905 est à Pointe-de-l'Église, Nouvelle-Écosse), puis revint en France, où il demeura à Noyal-sur-Vilaine, arrondissement de Rennes, en 1906, à Niafles, arrondissement de Château-Gontier, en 1907, à Plancoët en 1914). Mobilisé comme infirmier et libéré début 1919, il fut professeur de cinquième à l'Institut Saint-Paul de Cherbourg de 1920 à 1923, à l'Institut d'Agneaux, pendant trois ans également, à L'Institut Sainte-Marie de Caen après 1926. Au début de la Seconde Guerre mondiale, son état de santé l'obligea à se retirer. C'est à l'hôpital de Dinan qu'il meurt. Son corps fut rapporté au cimetière de Montfarville.

## Œuvres
Poésie française
- Retour d'Amérique
- Barcarolle
- Le Vieux Château
- Hantise
- Rêverie (à la mémoire d'Alfred Rossel)
- Le Bouais-Jan
- Au Val de Saire, 1933
- Rêverie, 1933
- Le Moine de Saire, 1937
- Soir marin, 1938
- In memoriam, 1938
- Zigzags en Normandie, 1939
- La Colère de Napoléon, 1939

Histoire
- Pieux souvenir, plaquette consacrée à sa mère
- Contribution à l'histoire de Valognes : de la Préhistoire au Moyen âge, Valognes, Bouchard, 1926
- Origines du Christianisme en Normandie. Saint-Floxel, martyr vers 303, 1926-1927
- Le Val de Saire illustré. Sites, monuments, histoire, grands personnages, dessin de Michel Adrien Servant et quatre lithographies de Gustave Mouty, Caen, 1932
- À travers la Normandie. La jeunesse de Guillaume le Conquérant, Caen, Jouan et Bigot, 1933
- Les Normands de la Manche à la conquête de l'Angleterre, Bulletin de la Société des antiquaires de Normandie, t. 42, 1934. p. 146-200, Caen, 1935
- Le Clos du Cotentin, Cahiers de Haute et Basse-Normandie, mars-juin 1935
- L'Invasion de 1346 dans le Cotentin, d'après plusieurs témoins oculaires, La Dépêche de Cherbourg, 5 octobre - 13 novembre 1935
- Autour de la bataille de la Hougue, 26 articles dans Cherbourg-Éclair et Le Réveil de la Manche, janvier-avril 1938
- La Bataille de la Hougue, Bulletin de la Société des antiquaires de Normandie, t. 46, 1938, p. 288-289

Œuvre dialectale
- Dialecte et légendes du Val de Saire, Montebourg, imprimerie Foucault, et Paris, Aug. Picard, 1927, 160 p., illustrations de M.-A. Servant
- Le Patois normand dans le Val de Saire